# Runaway 2: The Dream of the Turtle
Pour les articles homonymes, voir Runaway.
Runaway 2: The Dream of the Turtle est un jeu vidéo développé par le studio espagnol Pendulo Studios. Il s’agit d’un jeu d'aventure, publié en France le 17 novembre 2006 par Focus Home Interactive. Il constitue le deuxième opus de la trilogie Runaway, après Runaway: A Road Adventure.
On y retrouve les personnages du premier opus : Brian Basco et sa petite amie Gina Timmins, ainsi que d'autres personnages secondaires : Sushi Douglas la surdouée de l'informatique, Joshua, Saturne et Robbie.
Le jeu commence par un crash d'avion qui sépare les amoureux.
La suite de Runaway 2, intitulée Runaway: A Twist of Fate, est sortie en France le 26 novembre 2009.

## Histoire
Runaway 2 est narré par Brian Brasco, personnage principal incarné par le joueur, et débute un an après la fin du précédent opus. Profitant des 20 millions de dollars récupérés au détriment des frères Sandretti lors de leur précédente aventure, Brian et Gina sont en vacances à Hawaï. Lors d'une excursion du couple dans un petit avion, le pilote de l'engin fait un malaise à cause de son âge avancé. Brian oblige Gina à enfiler un parachute et la pousse par-dessus bord alors que l'avion survole l'île de Mala Island. Brian reste dans l'avion qui atterrit en catastrophe dans la jungle de l'île. Le joueur voit par ailleurs en introduction que lors de sa descente en parachute, Gina est visée depuis l'île par un fusil hypodermique et tombe ainsi endormie dans un lac ; Brian n'a pas cette information.
Chapitre 1 : Perdu dans la jungle : Brian reprend conscience dans l'avion. Otto, le défunt pilote, semble quant à lui avoir disparu. Brian s'aperçoit que l'avion s'est écrasé non loin de l'extrémité de la jungle. Après avoir échappé à des sables mouvants et à un singe lui bloquant le passage, Brian parvient à s'extraire de la forêt et aperçoit un camp militaire établi en contrebas de l'île, autour du lac où est tombée Gina. Certain que les militaires ont vu Gina tomber et lui sont venus en aide, il part à leur rencontre.
Chapitre 2 : Sea, sex and surf : À l'entrée du camp, Brian rencontre le général Kordsmeier. Ce dernier est loin d'être chaleureux : il refuse de donner la raison de sa présence à Mala Island, interdit l'accès du camp à Brian, et affirme n'avoir vu personne tomber en parachute, ce que Brian refuse de croire. Ce dernier, persuadé que les militaires retiennent Gina, décide de mener l'enquête. En parcourant l'île, il rencontre Lokelani, une ancienne maquilleuse devenue serveuse de bar sur la plage de l'île. Brian rencontre également deux amis de Lokelani : Knife le surfeur ainsi que Kaï, un ex-champion de surf ayant perdu une jambe à cause d'un requin. Joshua, enlevé par des extra-terrestres dans le précédent opus et toujours aussi loufoque qu'auparavant, est aussi présent sur place. Brian parvient à prendre l'ascendant sur un soldat stupide nommé Zachariah O'Connor, qui confond Brian avec son chef et décide d'exécuter tous ses ordres. Grâce à O'Connor, Brian apprend qu'un scientifique français, Pignon, doit se rendre au camp dans quelques heures. Brian y voit l'occasion d'y pénétrer sans éveiller les soupçons grâce aux talents de maquillage de Lokelani. Après plusieurs péripéties pour divertir Knife, aider Kaï, obtenir l'aide de Joshua et gagner la confiance de Lokelani, Brian parvient à s'infiltrer dans le camp sous l'aspect du professeur Pignon.
Chapitre 3 : Le Q.I. d'une amibe : Le général Kordsmeier ne voit pas la supercherie et autorise Brian à entrer dans le camp. Ce dernier est conduit dans une vaste salle du temple de Tiki où est aménagé un bureau et où trône une immense statue. Brian se rend compte que Kordsmeier le surveille via une caméra et se retrouve obligé d'étudier les documents du vrai Pignon. Ces documents révèlent que Pignon travaille sur l'Ameba, un moyen de transport futuriste et complexe. Brian parvient ensuite à tromper la caméra de Kordsmeier mais ne peut toujours pas sortir pour chercher Gina à cause de la présence de militaires à la sortie. Brian inspecte donc le prototype d'Ameba de Pignon, l'active et en comprend le fonctionnement, ce qui lui permet de se téléporter à un endroit du temple jusqu'alors inaccessible. Il y découvre une salle protégée par des dizaines de soldats et contrôlée par une femme dénommée Tarentula, qui n'éprouve de l'affection que pour ses araignées et ses deux pistolets. Brian apprend qu'un dénommé John Doe serait emprisonné dans cette vaste salle et que Kordsmeier est un allié de Tarentula. Grâce à l'Ameba et à l'aide d'O'Connor qui est présent sur place, Brian parvient à rejoindre la plage de Mala Island où il retrouve Joshua. En échange de l'aide que ce dernier lui a apportée précédemment, c'est à Brian de d'aider Joshua pour une quête que lui ont confié les extra-terrestres. Pour cela, ils doivent se rendre en Alaska.
Chapitre 4 : Celui qui sait ne parle pas : Joshua et Brian partent rencontrer le professeur Simon. En arrivant devant le chalet du professeur en Alaska, Joshua ne se souvient plus du mot de passe à cause de baies qu'il a mangées et qui lui ont fait perdre la mémoire. Cherchant une solution en explorant les environs, Brian rencontre Ben Wazowki, un spécialiste des ours, ainsi qu'Archibald, un homme vivant avec la nature et dont Brian parvient à gagner la confiance. Grâce à l'aide partiellement involontaire des deux hommes, Joshua retrouve la mémoire en mangeant du saumon. Le mot de passe leur permet d'entrer chez le professeur Simon. Ce dernier démontre l'existence des extra-terrestres Trantoriens à Brian, et explique qu'il s'agit d'êtres très intelligents, communiquant par télépathie et capables de faire sauter une planète s'ils le voulaient. Or les Trantoriens sont pacifiques et leur seul but est de compléter leur zoo intergalactique réunissant les animaux de différentes planètes. Leur vaisseau terrestre est cependant bloqué au fond du lac de Mala Island à proximité du camp militaire. Les Trantoriens ont récupéré Gina et la maintiennent en vie grâce à leur technologie. Kordsmeier est quant à lui présent sur place pour essayer de récupérer l'une de inventions technologiques des Trantoriens, le NG-0 qu'il veut utiliser comme une arme, ce qui serait une catastrophe. Pour éviter cela, il faut aider les Trantoriens à redémarrer leur vaisseau en leur trouvant de la Trantonite. Il y en aurait à Palenque, et Brian contacte alors Sushi Douglas par ordinateur et lui demande son aide pour trouver cette pierre. Avant que la conversation soit terminée, Tarentula et Kordsmeier arrivent au chalet : Brian et Joshua arrivent à s'échapper contrairement à Simon. Sushi s'inquiète du silence de Brian et décide d'agir.
Chapitre 5 : Cap sur le passé : Brian se réveille sur un yacht sans savoir comment il y est arrivé. En allant sur le pont, il découvre qu'il s'agit du bateau personnel de Sushi. Robbie a fait ingurgiter à Brian des champignons ayant effacé ses souvenirs récents. Pendant ce temps, Sushi est allée jusqu'à Palenque et a trouvé des informations sur la Trantonite : cette pierre aurait été possédée pour la dernière fois par un pirate dénommé Malantùnez ayant fait naufrage. En faisant des recherches, Sushi est parvenue à localiser approximativement l'épave et son yacht se dirige vers la zone de recherche. Avec l'aide de Robbie, Saturne, Joshua et Camille, une jeune fille ayant gagné un concours pour assister l'explorateur sous-marin Dean Grassik (également présent sur le yacht), Brian et Sushi mettent en place un détecteur à neutrinos permettant de localiser exactement l'épave. Brian plonge chercher la Trantonite mais, en forçant une porte, l'épave s'effondre et Brian est assommé.
Chapitre 6 : La lanterne d'Averne : Dans son sommeil, Brian rêve des aventures de Malentùnez et de son naufrage. Plusieurs personnages que Brian connait dans la vie réelle sont présents sous forme de pirates ou de prisonniers, comme notamment Camille (prisonnière), le cacatoès de Lokelani (animal de compagnie de Malentùnez), ou encore le singe de la jungle. Dans la peau de « Brushian », il trouve la Trantonite cachée dans une mappemonde. Brian finit son rêve décapité par Malentùnez (ce qui ne l'empêche pas de parler), et se réveille alors sur le yacht de Sushi, après avoir été secouru par Camille. Sachant désormais où se trouve la Trantonite, il repart la chercher avec succès. Alors que l'équipage repart vers Mala Island pour donner la Trantonite aux Trantoriens tout en espérant ne pas être découvert par Tarentula et Kordsmeier, le professeur Simon, bien vivant, les rejoint et leur annonce avoir un plan pour transmettre la Trantonite grâce à une tortue de mer. L'intrigue se termine ainsi avec une mention : « à suivre ».
À la fin du générique, une courte scène montre qu'Otto, le pilote de l'avion, est lui aussi bien vivant et rit toujours de bon cœur.

## Système de jeu
Pour un article plus général, voir Système de jeu de la série Runaway.

## Accueil
| Média                                     | PC       | DS       | Wii     |
| ----------------------------------------- | -------- | -------- | ------- |
| Compilations de plusieurs critiques       |          |          |         |
| GameRankings                              | 70,48 %  | 63,00 %  | -       |
| MobyGames                                 | 77 / 100 | 74 / 100 | -       |
| Presse généraliste du jeu vidéo           |          |          |         |
| AllGame                                   | 3,5 / 5  | -        | -       |
| GameSpot                                  | 5,8 / 10 | -        | -       |
| IGN                                       | 7,2 / 10 | -        | -       |
| Jeuxvideo.com                             | 18 / 20  | 16 / 20  | 18 / 20 |
| Jeuxvideo.fr                              | 15 / 20  | -        | -       |
| Presse spécialisée dans le jeu d'aventure |          |          |         |
| Adventure Gamers                          | 3,5 / 5  | 4 / 5    | -       |

## Voix françaises
- Brian Basco : Damien Boisseau
- Gina Timmins, Rosa & Alpha : Barbara Tissier
- Général Kordsmeier & Malantúnez : Jean-Pierre Moulin
- Joshua : Gilbert Levy
- Sushi Douglas : Marine Boiron
- Saturne, Brighton, Cacatoès : Marc Saez
- Robbie (Robert Plante), 18 : Serge Faliu
- Tarentula & Camille : Marie Zidi
- O'Connor, Chien tueur : Michel Vigné
- 13, Ben & Pignon : Martial Le Minoux
- Seboso, Chien de Montagne, Chapman : Jacques Chaussepied
- Dean Grassik, 1 & Pirate (en off) #1 : Maurice Decoster
- Archibald, Felton : José Luccioni
- Lokelani : Ariane Aggiage
- Professeur Simon : Jean-Pierre Leroux
- 14, Paco & Leslie : Serge Thiriet
- 17, Otto & Knife : Cédric Dumond
- Kai & Pirate (en off) #2 : Jean-François Vlérick